# XXXO
"XXXO" – piosenka electropopowa stworzona na trzeci album studyjny brytyjskiej piosenkarki M.I.A. pt. Maya (2010). Wyprodukowany przez Christophera "Rusko" Mercera i Charlesa "Blaqstarra" Smitha, utwór wydany został jako pierwszy oficjalny singel promujący krążek dnia 11 maja 2010 roku.

## Informacje o utworze
"XXXO" to kompozycja autorstwa samej M.I.A., jak również Cherry Byron-Withers i Charlesa "Blaqstarra" Smitha, który zresztą wyprodukował gotowy utwór wspólnie z Christopherem "Rusko" Mercerem. W odróżnieniu od większości poprzednich singli M.I.A., "XXXO" w swym wykonaniu nie odwołuje się do gatunków muzycznych takich, jak dancehall, ragga czy hip-hop, będąc piosenką o electro-/synthpopowej warstwie dźwiękowej. Tytuł utworu stanowi kontaminację skrótowców "XXX", najczęściej odwołującego się do projektów pornograficznych, oraz "XOXO", w slangu internetowym oznaczającego przekazanie pozdrowienia w postaci "uścisków i buziaków" (ang. hugs and kisses). Wyrażenie "XXXO" stanowi punkt widzenia autorów utworu na urok i naiwność nastoletnich dziewcząt oraz ich próby przypodobania się chłopcom w swoim wieku.

## Wydanie singla
Pierwsza emisja utworu miała miejsce na antenie brytyjskiej stacji radiowej BBC Radio 1 dnia 10 maja 2010 roku. Nazajutrz odbyła się światowa fizyczna premiera singla w formacie digital download, a 11 lipca singel wydano także na nośnikach 7" Winyl. Wcześniej, 28 czerwca, "XXXO" oficjalnie odnotowało swoją premierę na rynku muzycznym Wielkiej Brytanii.
Singel zadebiutował na pozycji #26 listy UK Singles Chart dnia 18 lipca 2010 roku, stając się drugim z kolei utworem M.I.A., który ulokował się w Top 40 notowania, a także drugim najbardziej sukcesywnym singlem na Wyspach Brytyjskich po "Paper Planes". "XXXO" osiągnęło także pozycję drugą zestawienia UK Indie Chart, będąc pokonanym jedynie przez piosenkę "Kickstarts" rapera Example'a, oraz miejsce dwunaste na UK R&B Chart (pomimo bycia kompozycją stricte electropopową).
Singel notowany był również na kilku innych europejskich i japońskich listach przebojów, a także na Australian ARIA Singles Chart.

### Remiksy
10 czerwca 2010 do Internetu wyciekła zremiksowana wersja utworu, nagrana we współpracy z raperem Jayem-Z. Wydarzenie poprzedzało wydanie dwóch minialbumów zatytułowanych XXXO (The Remixes) oraz XXXO (The Remixes, Vol. 2), zawierających łącznie sześć oficjalnych remiksów singla.

## Recenzje
Piosenka zyskała pozytywne recenzje krytyków muzycznych.
W momencie wydania utworu "Born Free" jako singla, Brad Wete, pamflecista magazynu Entertainment Weekly, wyraził swoją obawę wobec trzeciego albumu studyjnego M.I.A., wkrótce stwierdził jednak, że "XXXO" zgładził owe obawy. Wete pisał o utworze: "Ten zabarwiony muzyką techno singel dance jest tym, na co liczyliśmy od anty-popowej gwiazdy Sri Lanki. Piosenka jest agresywna, lecz przyjazna (...), ubrana w żartobliwy tekst. (...) To jedna z tych zabawnych, niegrzecznych kompozycji, które lubimy." Kevin O'Donnell (Rolling Stone), scharakteryzował "XXXO" jako utwór futurystyczny, z dobrze skomponowanym bitem, imponująco zaśpiewany przez swoją wykonawczynię. W swej recenzji O'Donnell docenił wkład M.I.A. jako artystki niszowej w swoją sztukę oraz napisał: "Kiedy M.I.A. śpiewa: 'Chcesz, żebym była kimś, kim naprawdę nie jestem', robi to ze środkowym palcem uniesionym wysoko, wykierowanym prostą w twarz słuchacza".

## Teledysk
Wideoklip do utworu "XXXO" wyreżyserował Hype Williams, współpracujący z artystami formatu Christiny Aguilery, Mary J. Blige czy Janet Jackson. Klip odnotował premierę 11 sierpnia 2010 roku za pośrednictwem oficjalnego konta M.I.A. na portalu Vevo.com. W krótkim czasie teledysk znalazł się na liście przebojów AOL Video, sporządzanej przez magazyn Billboard, gdzie osiadł na szczytnej pozycji #8.

## Promocja
M.I.A. wykonywała utwór kilkukrotnie w okresie promocji albumu Maya latem 2010 roku, a także kilka miesięcy wcześniej. Pod koniec 2009 wystąpiła z "XXXO" w Toronto, w trakcie imprezy z cyklu Sound Academy. Latem 2010 singel wykorzystano w telewizyjnym programie rozrywkowym So You Think You Can Dance.

## Listy utworów i formaty singla
Digital download
1. "XXXO" (Album Version) − 2:58

7" Winyl
1. "XXXO" (Album Version) − 2:58
2. "XXXO" (Blaqstarr Dirty Mix) − 3:03

The Remixes (EP)
1. "XXXO" (Main Mix) featuring Jay-Z − 2:53
2. "XXXO" (Fulton Yard/WaltBoogie Remix) featuring Jay-Z − 3:04
3. "XXXO" (Fulton Yard/Rieces Pieces Remix) featuring Jay-Z − 2:56

The Remixes, Vol. 2 (EP)
1. "XXXO" (SBTRKT Remix) − 3:33
2. "XXXO" (Various Remix) − 3:01
3. "XXXO" (Riton ReRub) − 3:48

## Pozycje na listach przebojów
| Kraj/region       | Notowanie (2010)                 | Wydawca                         | Najwyższa pozycja |
| ----------------- | -------------------------------- | ------------------------------- | ----------------- |
| Australia         | Top 100 Singles                  | ARIA Charts                     | 74                |
| Belgia (Flandria) | Ultratip 30                      | Ultratop                        | 7                 |
| Dania             | Top 20 Airplay                   | Tracklisten                     | 3                 |
| Hiszpania         | Top 50 Singles                   | PROMUSICAE                      | 39                |
| Japonia           | Adult Contemporary Airplay Chart | Billboard/Hanshin Contents Link | 29                |
| Japonia           | Japan Hot 100                    | Billboard/Hanshin Contents Link | 60                |
| Szkocja           | Top 75 Singles                   | OCC                             | 25                |
| Wielka Brytania   | UK Indie Chart                   | OCC                             | 2                 |
| Wielka Brytania   | UK R&B Chart                     | OCC                             | 12                |
| Wielka Brytania   | UK Singles Chart                 | OCC                             | 26                |